# Phoenix reclinata
La palmera de Senegal (Phoenix reclinata) es una especie de palmera natural de los trópicos de África, la Península arábiga, Madagascar y las Islas Comores. También se informa naturalizado en Florida, Puerto Rico, Bermudas y las Islas de Sotavento. Las plantas se encuentran desde el nivel del mar hasta los 3.000 metros, en claros de bosques húmedos, bosques monzónicos y laderas de las montañas rocosas.

## Descripción

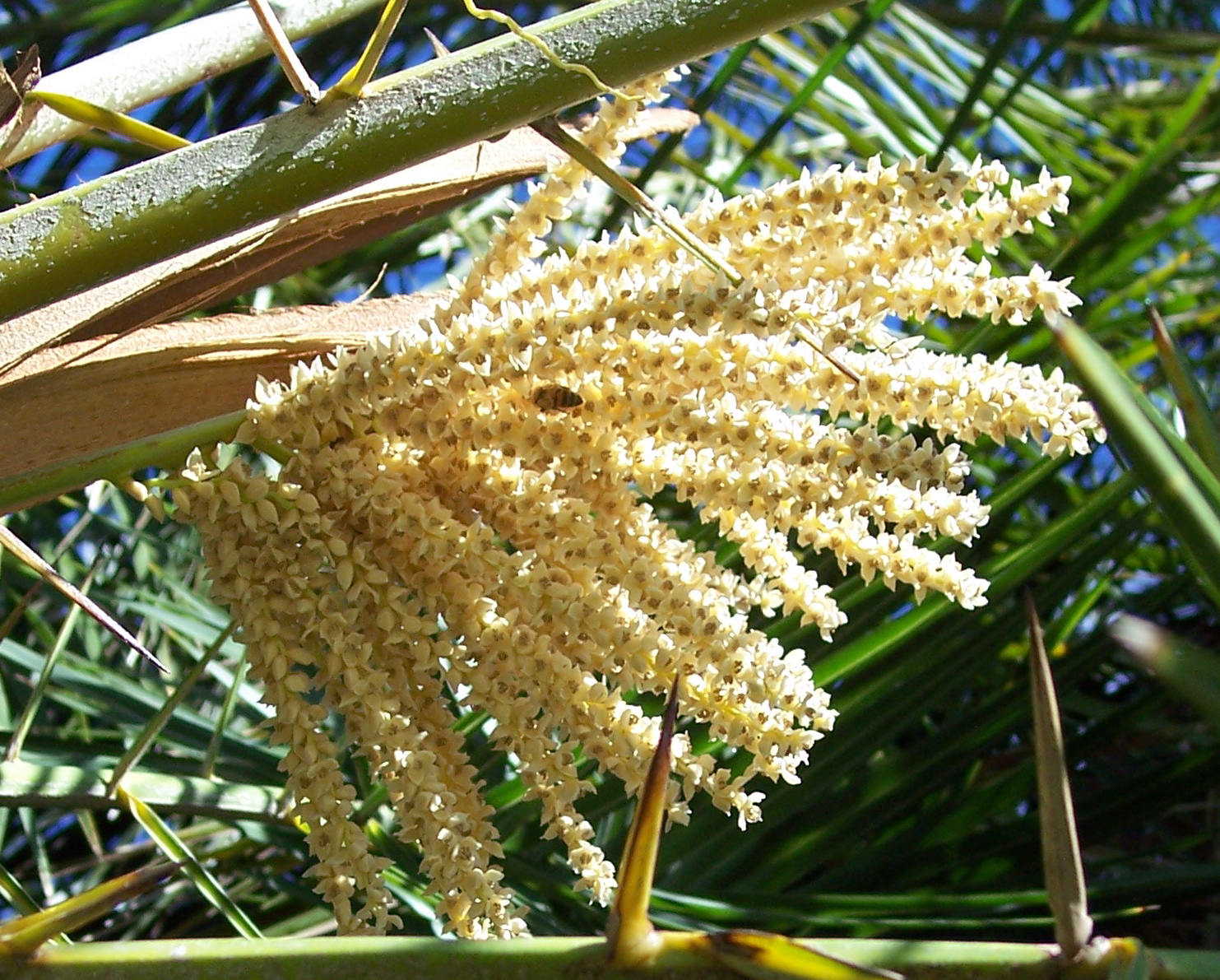
Detalle

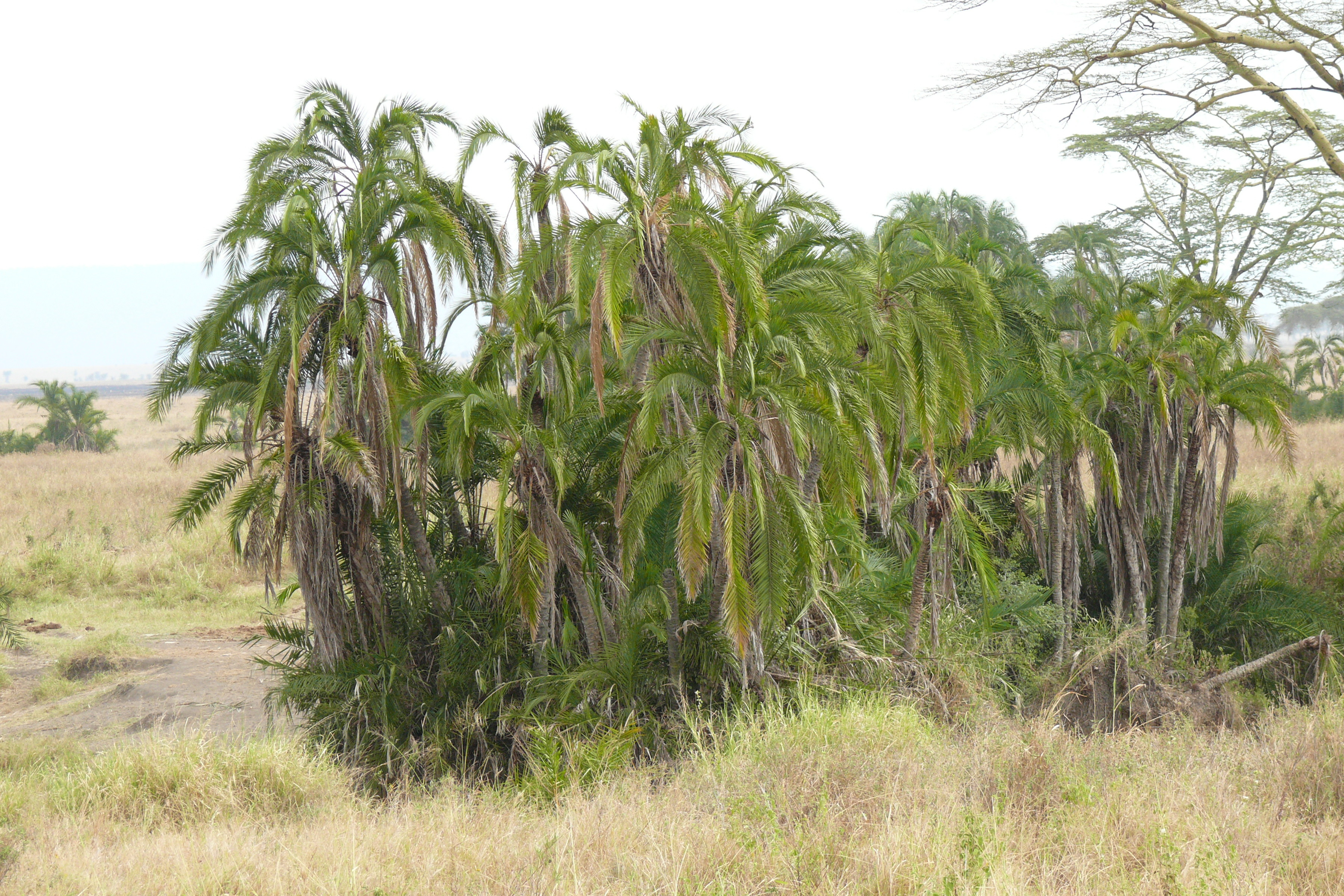
Vista de la planta

Phoenix reclinata es una palmera dioica de aglutinación, produciendo tallos múltiples de 7,5 a 15 m de altura y 30 cm de ancho. Las hojas son pinnadas y recurvadas, creciendo de 2.5 hasta 4.5 m de longitud y 0,75 m de ancho. El color de la hoja es brillante hasta el verde intenso con peciolos de 30 cm con espinas largas y afiladas en la base, con 20 a 40 hojas por corona.
Las plantas son unisexuales y los floretes aparecen en la parte superior del tallo. Los floretes masculinos son de un color sucio, de amarillo pálido y se caen después de la floración; las femeninas son pequeños, globosos y de color amarillo-verde. Esta especie tiene oblongos frutos comestibles, de color naranja (cuando está madura), de 2,5 cm de diámetro. El fruto se produce en grandes racimos colgantes y contienen una semilla cada una.
Las palmas en todo el género Phoenix hibridan fácilmente entre sí dando como resultado variaciones de origen natural. Por lo general, toleran la niebla salina, y la sequía moderada donde el nivel freático es permanentemente alto.

## Usos

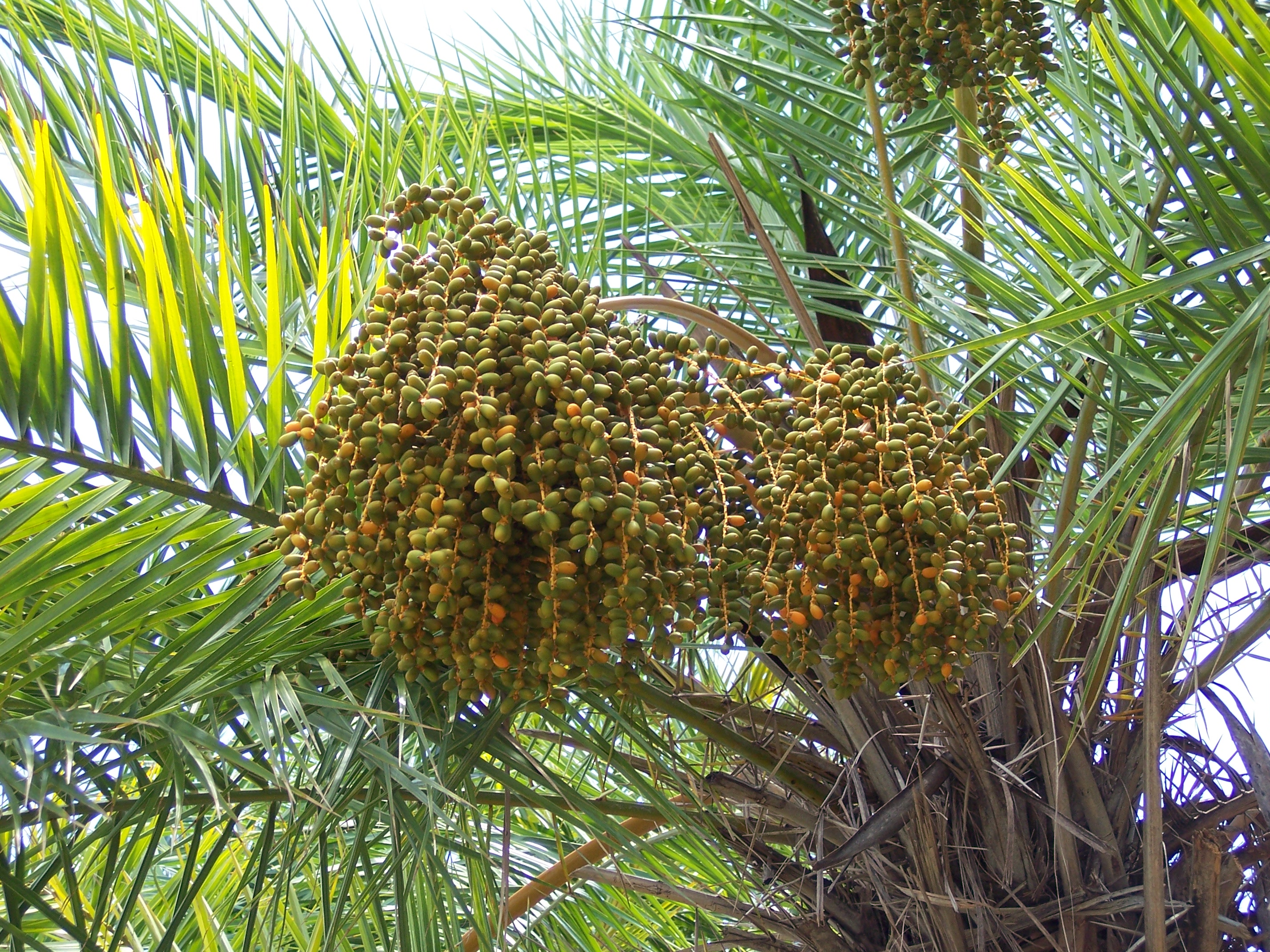
Fruto de P. reclinata

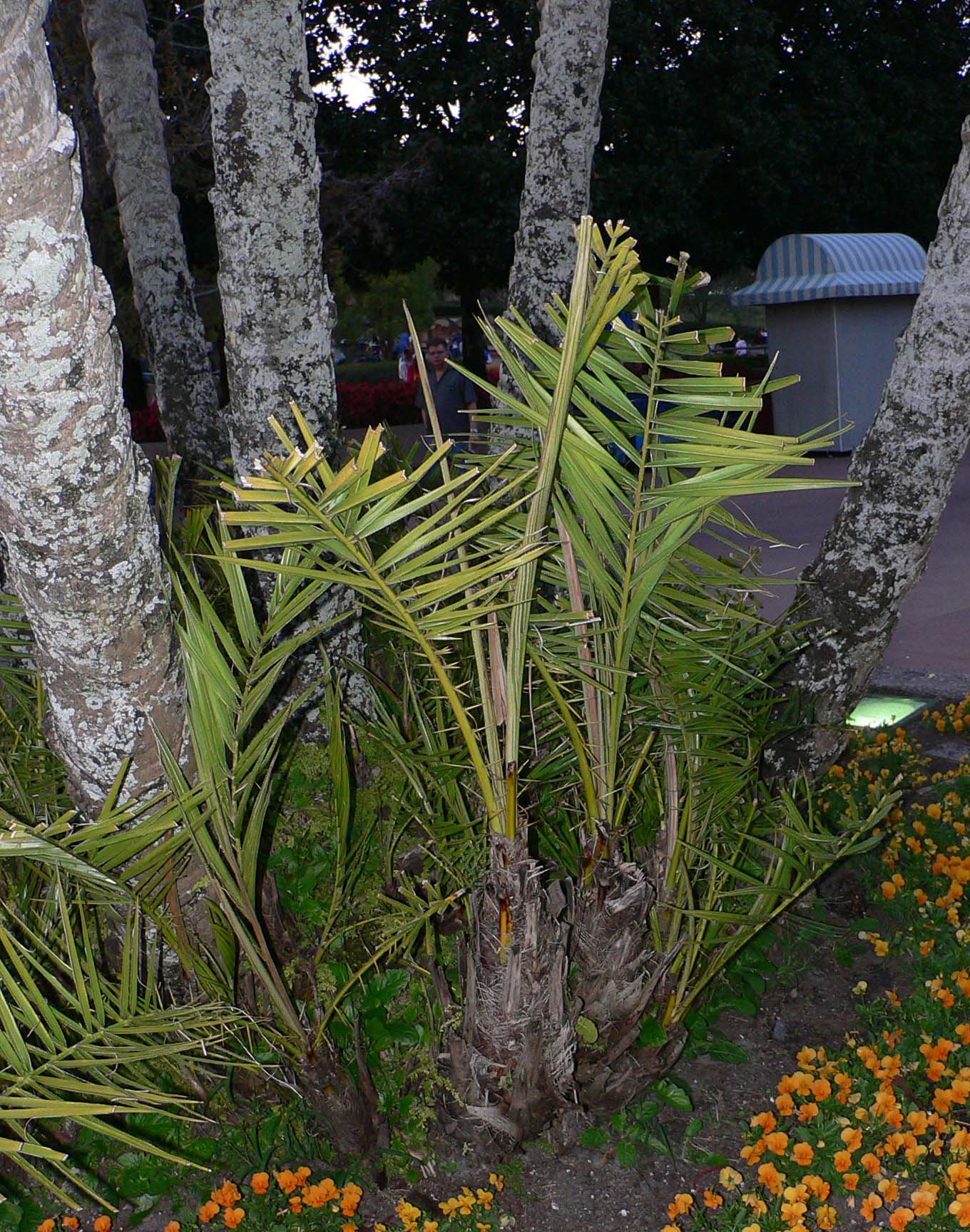
Planta joven

Además de la fruta (dátil), que atrae a los animales como a los humanos, el palmito puede comerse como un vegetal. En Natal, Sudáfrica, y el Delta del Okavango, Botsuana, la savia se toma poco antes de la floración para hacer vino de palma. Las fibras de hojas jóvenes y sin abrir se pueden utilizar para hacer alfombras, faldas escocesas y escobas. Las raíces contienen tanino y se puede utilizar para hacer un tinte de color marrón. También producen una goma comestible. La madera es ligera y no es particularmente útil.

## Taxonomía
Phoenix reclinata fue descrita por Nikolaus Joseph von Jacquin y publicado en Fragmenta Botanica 1: 27, pl. 24. 1801.
Etimología
Phoenix: nombre genérico que deriva de la palabra griega: φοῖνιξ ( phoinix ) o φοίνικος ( phoinikos ), nombre para la palmera datilera utilizado por Teofrasto y Plinio el Viejo. Es muy probable que se refirieran al fenicio, Phoenix, hijo de Amyntor y Cleobule en la Ilíada de Homero, o al ave fénix, el ave sagrada del Antiguo Egipto.
reclinata: epíteto latíno que significa "reclinada".
Sinonimia
- Fulchironia senegalensis Lesch.
- Phoenix abyssinica Drude
- Phoenix baoulensis A.Chev.
- Phoenix comorensis Becc.
- Phoenix djalonensis A.Chev.
- Phoenix dybowskii A.Chev.
- Phoenix equinoxialis Bojer
- Phoenix leonensis Lodd. ex Kunth
- Phoenix reclinata var. comorensis (Becc.) Jum. & H.Perrier
- Phoenix reclinata var. madagascariensis Becc.
- Phoenix reclinata var. somalensis Becc.
- Phoenix spinosa Schumach. & Thonn.[7]